# Never Know
«Never Know» es una canción de la banda estadounidense de heavy metal Bad Omens, lanzado a través de Sumerian Records el 16 de junio de 2021 como el sexto y último sencillo de su segundo álbum de estudio Finding God Before God Finds Me como parte de la edición de lujo (2020). La canción alcanzó el puesto 25 en la lista Billboard Mainstream Rock Songs en agosto de 2021.

## Antecedentes
En agosto de 2019, Bad Omens lanzó su segundo álbum de estudio, Finding God Before God Finds Me. En diciembre de 2019, la banda anunció que lanzaría una edición de lujo del álbum en enero de 2020 con tres pistas adicionales; la pista "Never Know" sería una de esas tres pistas. La versión original de la canción se lanzó en diciembre de 2019 en el momento del anuncio. Cuando la pandemia de COVID-19 detuvo los planes de la banda para hacer una gira en apoyo del álbum, la banda decidió dedicar el tiempo a crear versiones alternativas de sus canciones, incluido "Never Know". En octubre de 2020, la banda lanzó una grabación acústica de la canción, junto con un video de actuación que la acompaña. Más tarde, en junio de 2021, también se lanzó una versión en vivo de la canción, nuevamente con un video musical.
En 2021, se lanzó a la radio de rock estadounidense como sencillo el 16 de junio y, en agosto de 2021, alcanzó el puesto 21 en la lista Billboard Mainstream Rock Songs; el segundo más alto de su carrera, detrás de "Limitless".

## Temas y composición
El vocalista Noah Sebastian señaló que la canción era parte de los esfuerzos de la banda para "demostrar que puedes hacer música empoderadora, feliz y positiva sin que sea cursi o cursi" y que fue atestiguada en un esfuerzo por "transmitir [sus] experiencias y sentimientos de una manera que la gente pudiera cantar y sentirse en control y poderosa".

## Posicionamiento en lista
| Lista (2021)                      | Posición |
| --------------------------------- | -------- |
| Mainstream Rock Songs (Billboard) | 25       |